# Kevin Bordi
Kévin Bordi, né le 24 mars 1987, est un streamer, vidéaste web et joueur d'échecs français. Il propose depuis 2013 sur ses chaînes YouTube et Twitch Blitzstream des vidéos ou des diffusions en direct d'échecs. Avec 288 000 abonnés sur sa chaîne principale, 1 000 000 abonnés sur sa chaîne secondaire Blitzstream Facile et 80 000 abonnés sur sa chaîne de rediffusion Blitzstream Live, il est le vidéaste francophone le plus suivi sur le thème des échecs.

## Biographie

### Jeunesse et début aux échecs
Kévin Bordi naît le 24 mars 1987 en France[réf. souhaitée]. Il apprend à jouer aux échecs tout seul sur une Game Boy, avant que son père ne l'emmène dans un club. Sa progression rapide lui permet d'intégrer l'équipe de France des jeunes et de participer aux championnats du monde de sa catégorie d'âge.

### Arrêt de la compétition
En 2005, il atteint les 2274 au classement Elo mais décide de mettre un terme à sa carrière de joueur. Il part vivre à Moscou pendant dix ans. Lors de cette période, il devient joueur de poker professionnel, mais continue de s'investir dans les échecs en travaillant à la FIDE et en donnant des cours d'échecs en primaire en Russie et en Suisse.

### Retour aux échecs (depuis 2013)
Fin 2013, il crée sa première chaîne YouTube, en anglais, sur le thème des échecs. Cette dernière n’est plus active depuis 2017. Deux ans plus tard, en 2015, il lance la chaîne Blitzstream en français.
En janvier 2018, il devient responsable éditorial de la branche France du site internet d'échecs Chess.com.
Début 2021, il entraîne et prépare le streameur de jeux vidéos français Sardoche pour les « PogChamps 3 », un tournoi organisé par Chess.com rassemblant diverses personnalités extérieures au monde des échecs. Sardoche, de son vrai nom Andréas Honnet, remporte la finale du tournoi le 28 février 2021 en s'imposant 2 à 1 face à Rainn Wilson.
En mai 2021, il publie le livre Gagner aux échecs (même quand on débute) : Maîtriser sa partie de l'ouverture jusqu'au mat coécrit avec Samy Robin. Ils y enseignent les principes de base des échecs avec des problèmes qui les illustrent. Cinq autres ouvrages suivront (voir la rubrique plus bas).

## Vidéaste web
Pour mener ses activités sur YouTube et Twitch, Kévin Bordi collabore régulièrement avec les grands maîtres Fabien Libiszewski, Mathieu Cornette, Maxime Vachier-Lagrave, Étienne Bacrot, Sébastien Mazé et Vladislav Tkachiev.

### YouTube
Il crée sa première chaîne YouTube consacrée aux analyses de parties le 8 février 2015. En juillet 2021, il ouvre la chaîne Blitzstream Facile visant un public débutant, et en avril 2022 la chaîne Blitzstream Live, dédiée aux rediffusions. Ses trois chaînes YouTube cumulent, en avril 2025, 165 millions de vues et près de 1 300 000 abonnés, ce qui fait de lui le vidéaste français le plus suivi sur le thème des échecs.
Il publie principalement des vidéos analysant des parties jouées par les meilleurs joueurs du monde et en particulier celles de Maxime Vachier-Lagrave et d'Alireza Firouzja  avec le but de rendre plus accessible, au grand public, les échecs de haut niveau. Il publie aussi du contenu pédagogique pour les joueurs amateurs, comme des séries de vidéos présentant des répertoires d'ouvertures faciles à jouer.

### Twitch
Sur Twitch, son contenu est varié. Il joue des blitz en ligne contre les meilleurs joueurs d'échecs sur ce format et participe à des tournois en ligne comme les « Arena Kings ». Il atteint le 26 avril 2025 les 2978 Elo en blitz sur chess.com, le plaçant au 167e rang mondial sur la plateforme. Il diffuse aussi des parties pédagogiques, destinées à montrer aux joueurs amateurs les erreurs à ne pas commettre et la stratégie à adopter dans une partie.
En 2021, il couvre de grands tournois avec notamment les performances des Français Maxime Vachier-Lagrave et Alireza Firouzja dans leur quête de la qualification pour le prochain cycle du championnat du monde. Il commente pour le compte de Chess.com France le championnat du monde 2021 entre Magnus Carlsen et Ian Nepomniachtchi aux côtés du grand-maître Fabien Libiszewski . Au tournoi des Candidats 2021, lors de la ronde 13 entre Ian Nepomniachtchi et Maxime Vachier-Lagrave (½-½), Kevin Bordi réalise la meilleure audience de l'histoire des échecs français en réunissant près de 34 100 spectateurs en simultané sur la chaîne Twitch ChesscomFR.
En 2022, accompagné des grands-maîtres Fabien Libiszewski et Etienne Bacrot, il participe à l'événement caritatif ZEvent 2022, et réunit une cagnotte de près de 118 000 euros.

## Organisation de tournois

### Tournois en ligne
Kevin Bordi organise également des tournois en ligne, comme la « B Arena », permettant à un grand nombre de streamers francophones d'échecs de se faire connaître, ainsi que des subs battles, affrontements en blitz entre spectateurs de différentes communautés. Les 11 et 12 avril 2020, il organise la Blitzstream Cup, un tournoi caritatif au profit de Médecins sans frontières qui a récolté 11 250 euros et remporté par le champion du monde de blitz Maxime Vachier-Lagrave.

### B Cup
Le 10 décembre 2022, Kevin Bordi organise et anime la première B Cup, compétition d'échecs hybride (LAN) jouée à l'ESpot Paris, à deux pas du Louvre. Il s'agit du premier tournoi d'échecs au monde dans ce format. La première édition est remportée par Étienne Bacrot face à Sébastien Mazé en finale.
Kevin Bordi renouvelle ce format en juin 2023 avec la B Cup 2, accompagné pour l'occasion par la joueuse et créatrice de contenu Anna-Maja Kazarian, apportant ainsi une dimension internationale à l'événement. Alexandra Kosteniuk (championne du monde 2008) remporte la finale face à Pavel Tregubov.
La B Cup 3, organisée le 9 décembre 2023, est co-présentée en compagnie d'Anna Cramling et réunit de nombreux grands-maîtres. La finale, dotée cette fois de 2 000 euros, est remportée par Daniel Dardha face à l'octuple champion de France Étienne Bacrot.

Le 31 août et 1er septembre 2024, et malgré un budget limité, la quatrième édition (B Cup 4) est organisée sur deux jours. Pour la première fois, le tournoi est composé de quatre phases de pré-qualification, et de deux Super Qualifier. La compétition inclut également quelques mini-jeux, comme le bilboquet. La finale est remportée par Gata Kamsky (finaliste du Championnat du monde 1996) face au double champion de France Laurent Fressinet, sur échiquier réel et entourés du public.
En 2024, nous étions revenus à des niveaux de budget similaires à la première B Cup, ce qui me faisait craindre une déception de la part des participants. C’est pour cette raison que nous avons décidé de modifier le format. En l’étalant sur deux jours et en ajoutant de nombreux tournois de qualification, nous avons donné l’opportunité aux joueurs de participer toute la journée, de s’impliquer pleinement et de relever différents défis.
Pour compenser le manque de moyens, nous avons misé sur le fun et la créativité, en nous investissant à fond avec de nouvelles idées, comme le départage au bilboquet ou encore le main et cerveau (en).

(Kevin Bordi, interviewé dans la revue Europe Échecs en octobre 2024)
La cinquième édition (B Cup 5) prend place le 12 et 13 avril 2025, et hérite du même format. La compétition réunit plus de 320 joueurs, et un nombre record de grands-maîtres y figure : Alexandra Kosteniuk, Laurent Fressinet, Pavel Tregubov, Fabien Libiszewski, Christophe Sochacki et Anthony Wirig. Le champion de France en titre Jules Moussard remporte la finale face à Mahel Boyer.

## Ouvrages écrits
- Kevin Bordi et Samy Robin, Gagner aux échecs (même quand on débute), Hoëbeke, 13 mai 2021 (ISBN 9782072939976)
- Kevin Bordi et Samy Robin, Progresser aux échecs avec les plus grands joueurs de l'Histoire, Hoëbeke, 6 octobre 2022 (ISBN 9782072982750)
- Kevin Bordi et Fabien Libiszewski, Échecs : Cahier d'entraînement tome I, Hoëbeke, 28 mai 2023 (ISBN 9782073020512)
- Kevin Bordi et Fabien Libiszewski, 365 jours pour gagner aux échecs, almanach, Hoëbeke, 19 octobre 2023 (ISBN 9782073039743)
- Kevin Bordi et Fabien Libiszewski, S'entraîner aux échecs avec les champions du monde, Hoëbeke, 20 juin 2024 (ISBN 9782073059901)
- Kevin Bordi et Fabien Libiszewski, Échecs : Cahier d'entraînement tome II, Hoëbeke, 8 mai 2025 (ISBN 9782073108159)